# Berric
Berric (bretonisch Berrig) ist eine französische Gemeinde mit 2.119 Einwohnern (Stand 1. Januar 2022) im Département Morbihan in der Region Bretagne.

## Geografie
Berric liegt rund 18 Kilometer östlich von Vannes im Südosten des Départements Morbihan.
Nachbargemeinden sind Sulniac im Westen und Norden, Questembert im Osten, Noyal-Muzillac im Südosten sowie Lauzach im Südwesten. 

## Bevölkerungsentwicklung
| Jahr                       | 1962 | 1968 | 1975 | 1982 | 1990 | 1999 | 2006 | 2012 | 2019 |
| Einwohner                  | 769  | 725  | 698  | 814  | 816  | 1027 | 1378 | 1642 | 2026 |
| Quellen: Cassini und INSEE |      |      |      |      |      |      |      |      |      |

## Sehenswürdigkeiten
- Schloss Trémohar, Monument historique[1]

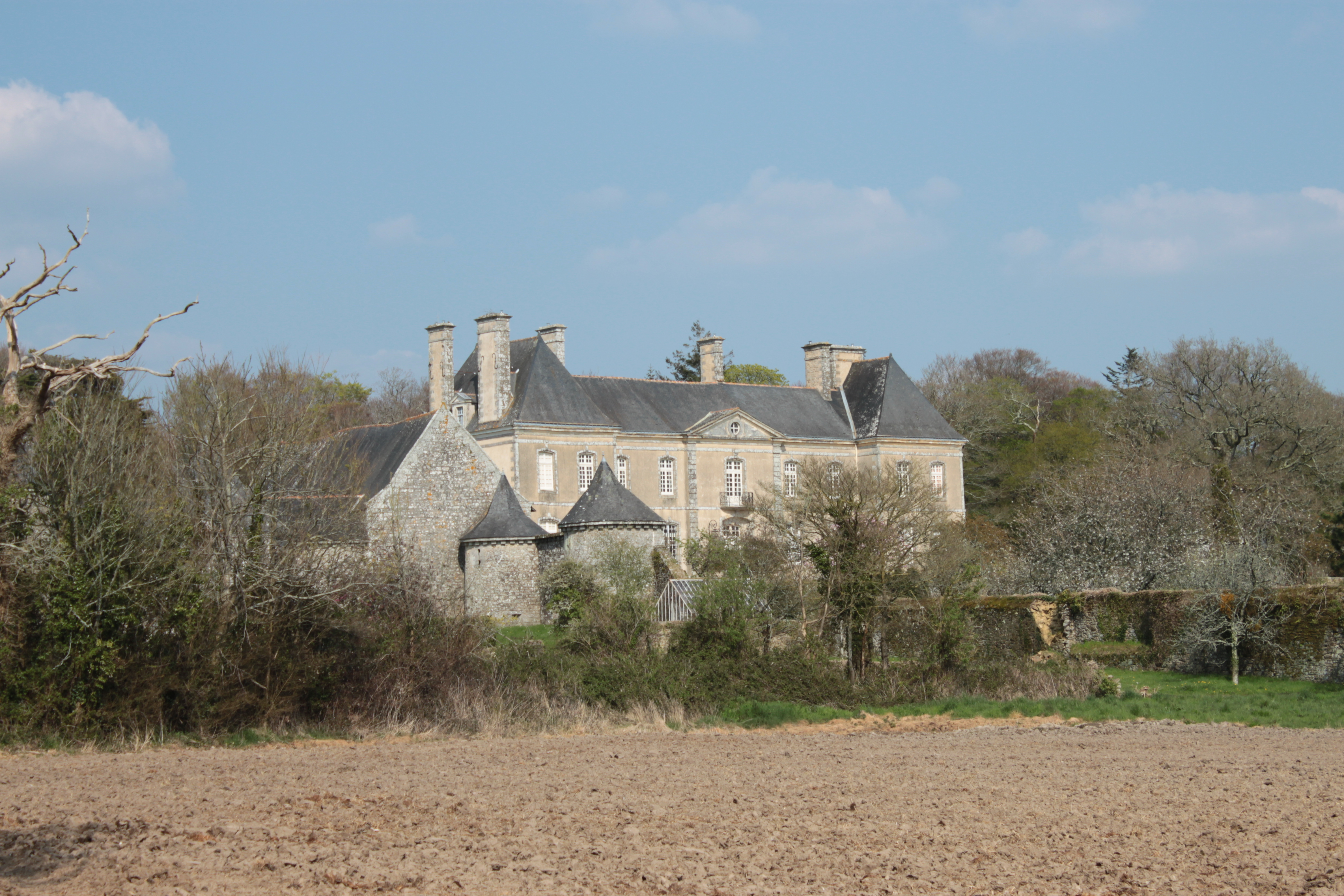
Schloss Trémohar

- Kapelle Notre-Dame-des-Vertus

## Belege
1. ↑  Schloss auf pop.culture.gouv